# Фердинанд Ернст фон Валдщайн
Фердинанд Ернст фон Валдщайн (на немски: Ferdinand Ernst von Waldstein, Graf von Waldstein, Herr von Wartenberg, на чеченски: Ferdinand Arnošt z Valdštejna; * ок. 1619; † 20 февруари 1657, Прага) е чешки благородник, граф на Валдщайн и господар на Вартенберг в Бохемия, пратеник за Бохемия при преговорите на Вестфалския мирен договор в Мюнстер и Оснабрюк. Роднина е на военачалника Албрехт фон Валенщайн (1583 – 1634).

## Живот
Той е син на дипломата и императорски фелдмаршал граф Максимилиан фон Валдщайн (1600 – 1655), господар на Вартенберг и Мюнхенгрец, и първата му съпруга графиня Катарина Барбара фон Харах (1599 – 1640), дъщеря на влиятелния граф Карл фон Харах (1570 – 1628) и фрайин Мария Елизабет фон Шратенбах (1573 – 1653). Майка му е придворна дама на императрица Елеонора Гонзага. Брат е на каноник Албрехт Леополд († 1656), дипломата граф Карл Фердинанд фон Валдщайн (1634 – 1702) и полубрат на Йохан Фридрих фон Валдщайн (1644 – 1694), архиепископ на Прага (1675 – 1694).
Фердинанд Ернст учи латински, италиански, испански и френски. След дългото му пътуване през Белгия, Германия и Италия той става императорски съветник на Фердинанд III и бохемски главен кемерер. Той участва като пратеник на императора (като крал на Бохемия) при Вестфалския мирен договор в Мюнстер и Оснабрюк. През юли 1647 г. той напуска конгреса и следващите години пътува като императорски пратеник.
В началото на март 1652 г. той подготвя в двора на Курфюрство Саксония „Райхстага в Регенсбург“ (1653 – 1654).
Фердинанд Ернст фон Валдщайн построява францисканския манастир в Турнов, Чехия.

### Важни служби
- февруари 1643 – май 1643 „мундшенк“ на император Фердинанд III
- 1650 „апелатионен“ президент
- 1651 главен съдия
- 1652 главен кемерер

## Фамилия
Първи брак: на 17 декември 1644 г. с Филиберта Мария Алфонсина ди Мадруцо (* 29 март 1627; † ок. декември 1649/пр. 1651), дъщеря на барон Виктор Гауденц ди Мадруцо (1604 – 1632) и Ерсилия д'Ада. Бракът е бездетен.
Втори брак: на 10 октомври 1650 г. в Брукс/Брно за графиня Мария Елеонора фон Роттал (* 1629; † 15 май 1655), дъщеря на граф Йохан Антон фон Роттал († 1674) и Хелена фон Врбна-Фройдентал († сл. 1649). Те имат децата:
- Йохан Максимилиан фон Валдщайн-Вартенберг (* 5 юни 1652; † 7 януари 1668)
- Ернст Йозеф фон Валдщайн-Вартенберг (* 7 юни 1654, Прага; † 28 юни 1708, Прага), женен на 15 май 1679 г. в Прага за фрайин Мария Анна Кокорцовецз фон Кокорцова (* 26 февруари 1651, Моравия; † 25 ноември 1687)
- Фердинанд Франц фон Валдщайн-Вартенберг († 1667)
- Мария Барбара фон Валдщайн-Вартенберг († 25 ноември 1687)